# تاکاشی شیمیزو
تاکاشی شیمیزو (به ژاپنی: 清水崇) (زادهٔ ۲۷ ژوئیهٔ ۱۹۷۲) کارگردان، فیلم‌نامه‌نویس و تهیه‌کنندهٔ سینما و تلویزیون ژاپنی است. او بیشتر به عنوان خالق فرنچایز کینه و کارگردانی کردن چهار تای آنها به صورت بین‌المللی هم در ژاپن و هم در آمریکا شناخته شده است. به گفته ویلر وینستن دیکسن شیمیزو «یکی از نسل جدید کارگردانان ژانر وحشت ژاپنی است» که ترجیح می‌دهد «تهدید و خشونت را القا کند تا اینکه مستقیماً آن را به تصویر بکشد».

## فیلم‌شناسی
- کاتاسومی و ۴۴۴۴۴۴۴۴۴۴ (۱۹۹۸)
- جو-آن: نفرین (۲۰۰۰)
- جو-آن: نفرین ۲ (۲۰۰۰)
- جو-آن: کینه (۲۰۰۲)
- جو-آن: کینه ۲ (۲۰۰۳)
- کینه (۲۰۰۴)
- تناسخ (۲۰۰۵)
- کینه ۲ (۲۰۰۶)
- کینه ۳ (۲۰۰۹) (تهیه‌کننده)
- پرواز ۷۵۰۰ (۲۰۱۴)
- رزیدنت ایول: انتقام (۲۰۱۷)